# Sommer-Paralympics 2020/Badminton
Bei den Sommer-Paralympics 2020 in Tokio wurden erstmals bei Paralympischen Spielen im Badminton Medaillen vergeben. Die 14 Entscheidungen fielen zwischen dem 1. und 5. September 2021 im Kokuritsu Yoyogi Kyōgijō.

## Startklassen
Je nach Art der Behinderung erfolgt die Einteilung in eine von sechs Spielklassen. Es existieren die Spielklassen WH 1 und WH 2 für Rollstuhlfahrer, SL 3, SL 4 und SU 5, in denen stehend gespielt wird, und SH 6 für Kleinwüchsige. Neben je sechs Einzelwettbewerben und einem Doppelwettbewerb für Rollstuhlfahrer bei Frauen und Männern gibt es zwei Doppelwettbewerbe (Frauen und Mixed) in der stehenden Klasse.
Es wurden folgende Wettkämpfe ausgetragen:
| Damen (D) / Herren (H) | Damen (D) / Herren (H) | D | H |
| ---------------------- | ---------------------- | - | - |
| Einzel                 | WH 1                   | X | X |
| Einzel                 | WH 2                   | X | X |
| Einzel                 | SL 3                   | - | X |
| Einzel                 | SL 4                   | X | X |
| Einzel                 | SU 5                   | X | X |
| Einzel                 | SH 6                   | - | X |
| Doppel                 | WH 1 & WH 2            | X | X |
| Doppel                 | SL 3 & SL 4            |   | - |
| Doppel                 | SL 3 bis SU 5          | X |   |
| Doppel                 | SU 5                   |   | - |
| Doppel                 | SH 6                   | - | - |
| Mixed                  | WH 1 & WH 2            | - | - |
| Mixed                  | SL 3 bis SU 5          | X | X |
| Mixed                  | SH 6                   | - | - |

| Gesamt | D / H      | 7 / 7 |
| Gesamt | Wettkämpfe | 14    |
| Gesamt | Athleten   | 90    |

## Teilnehmer
- Ägypten (1 Teilnehmer)
- Australien (2)
- Brasilien (1)
- China (9)
- Chinesisch Taipeh (1)
- Dänemark (1)
- Deutschland (6)
- Frankreich (6)
- Großbritannien (4)
- Hongkong (2)
- Indien (7)
- Indonesien (7)
- Israel (1)
- Japan (13)
- Kanada (1)
- Malaysia (2)
- Niederlande (1)
- Norwegen (1)
- Peru (1)
- Polen (1)
- Portugal (1)
- Russland (1)
- Schweiz (2)
- Südkorea (7)
- Thailand (7)
- Türkei (2)
- Uganda (1)
- Ukraine (1)

## Medaillengewinner

### Männer
| Wettbewerb     | Gold                  | Silber                     | Bronze                          |
| -------------- | --------------------- | -------------------------- | ------------------------------- |
| Einzel WH1     | Qu Zimao              | Lee Sam-seop               | Dong Seop Lee                   |
| Einzel WH2     | Daiki Kajiwara        | Jung Jun Kim               | Chan Ho Yuen                    |
| Einzel SL3     | Pramod Bhagat         | Daniel Bethell             | Manoj Sarkar                    |
| Einzel SL4     | Lucas Mazur           | Suhas Yathiraj             | Setiawan Fredy                  |
| Einzel SU5     | Cheah Liek Hou        | Anrimusthi Dheva           | Nugroho Suryo                   |
| Einzel SH6     | Krishna Nagar         | Chu Man Kai                | Krysten Coombs                  |
| Doppel WH1-WH2 | Mai Jianpeng Qu Zimao | Jung Jun Kim Dong Seop Lee | Daiki Kajiwara Hiroshi Murayama |

### Frauen
| Wettbewerb     | Gold                                  | Silber                 | Bronze                            |
| -------------- | ------------------------------------- | ---------------------- | --------------------------------- |
| Einzel WH1     | Sarina Satomi                         | Sujirat Pokkham        | Yin Menglu                        |
| Einzel WH2     | Liu Yutong                            | Xu Tingting            | Yuma Yamazaki                     |
| Einzel SL4     | Cheng Hefang                          | Leani Ratri Oktila     | Ma Huihui                         |
| Einzel SU5     | Yang Qiuxia                           | Ayako Suzuki           | Sugino Akiko                      |
| Doppel WH1-WH2 | Sarina Satomi Yuma Yamazaki           | Liu Yutong Yin Menglu  | Sujirat Pookkham Amnouy Wetwithan |
| Doppel SL3-SU5 | Leani Ratri Oktila Sadiyah Khalimatus | Cheng Hefang Ma Huihui | Noriko Ito Ayako Suzuki           |

### Mixed
| Wettbewerb     | Gold                            | Silber                    | Bronze                        |
| -------------- | ------------------------------- | ------------------------- | ----------------------------- |
| Doppel SL3-SU5 | Susanto Hary Leani Ratri Oktila | Lucas Mazur Faustine Noël | Daisuke Fujihara Akiko Sugino |

## Resultate Herreneinzel WH1

### Gruppe A
| Platz | Team                 | Pld | W | L | MF | MA | MD | GF | GA | GD | PF  | PA  | PD | Pts |   |
| ----- | -------------------- | --- | - | - | -- | -- | -- | -- | -- | -- | --- | --- | -- | --- | - |
| 1     | Lee Dong-seop        | 2   | 2 | 0 | 0  | 0  | 0  | 4  | 1  | +3 | 103 | 94  | +9 | 2   | Q |
| 2     | Jakarin Homhual      | 2   | 1 | 1 | 0  | 0  | 0  | 2  | 3  | −1 | 96  | 96  | 0  | 1   | Q |
| 3     | Thomas Wandschneider | 2   | 0 | 2 | 0  | 0  | 0  | 2  | 4  | −2 | 109 | 118 | −9 | 0   |   |

| Datum   | Uhrzeit | Starter 1            | Ergebnis | Starter 2            | Satz 1 | Satz 2 | Satz 3 |
| ------- | ------- | -------------------- | -------- | -------------------- | ------ | ------ | ------ |
| 1. Sep. | 20:40   | Lee Dong-seop        | 2–0      | Jakarin Homhual      | 23–21  | 21–16  |        |
| 2. Sep. | 15:20   | Thomas Wandschneider | 1–2      | Jakarin Homhual      | 19–21  | 21–17  | 12–21  |
| 3. Sep. | 11:00   | Lee Dong-seop        | 2–1      | Thomas Wandschneider | 17–21  | 21–19  | 21–17  |

### Gruppe B
| Platz | Team             | Pld | W | L | MF | MA | MD | GF | GA | GD | PF | PA | PD  | Pts |   |
| ----- | ---------------- | --- | - | - | -- | -- | -- | -- | -- | -- | -- | -- | --- | --- | - |
| 1     | Hiroshi Murayama | 2   | 2 | 0 | 0  | 0  | 0  | 4  | 1  | +3 | 99 | 66 | +33 | 2   | Q |
| 2     | Lee Sam-seop     | 2   | 1 | 1 | 0  | 0  | 0  | 3  | 2  | +1 | 93 | 88 | +5  | 1   | Q |
| 3     | Young-Chin Mi    | 2   | 0 | 2 | 0  | 0  | 0  | 0  | 4  | −4 | 46 | 84 | −38 | 0   |   |

| Datum   | Uhrzeit | Starter 1     | Ergebnis | Starter 2        | Satz 1 | Satz 2 | Satz 3 |
| ------- | ------- | ------------- | -------- | ---------------- | ------ | ------ | ------ |
| 1. Sep. | 20:40   | Lee Sam-seop  | 1–2      | Hiroshi Murayama | 21–15  | 13–21  | 17–21  |
| 2. Sep. | 16:00   | Young-Chin Mi | 0–2      | Hiroshi Murayama | 8–21   | 7–21   |        |
| 3. Sep. | 11:40   | Lee Sam-seop  | 2–0      | Young-Chin Mi    | 21–18  | 21–13  |        |

### Gruppe C
| Platz | Team            | Pld | W | L | MF | MA | MD | GF | GA | GD | PF | PA | PD  | Pts |   |
| ----- | --------------- | --- | - | - | -- | -- | -- | -- | -- | -- | -- | -- | --- | --- | - |
| 1     | Qu Zimao        | 2   | 2 | 0 | 0  | 0  | 0  | 4  | 0  | +4 | 84 | 45 | +39 | 2   | Q |
| 2     | Osamu Nagashima | 2   | 1 | 1 | 0  | 0  | 0  | 2  | 2  | 0  | 63 | 60 | +3  | 1   | Q |
| 3     | David Toupé     | 2   | 0 | 2 | 0  | 0  | 0  | 0  | 4  | −4 | 42 | 84 | −42 | 0   |   |

| Datum   | Uhrzeit | Starter 1   | Ergebnis | Starter 2       | Satz 1 | Satz 2 | Satz 3 |
| ------- | ------- | ----------- | -------- | --------------- | ------ | ------ | ------ |
| 1. Sep. | 21:20   | Qu Zimao    | 2–0      | Osamu Nagashima | 21–9   | 21–12  |        |
| 2. Sep. | 14:40   | David Toupé | 0–2      | Osamu Nagashima | 6–21   | 12–21  |        |
| 3. Sep. | 11:00   | Qu Zimao    | 2–0      | David Toupé     | 21–11  | 21–13  |        |

### Finale
| Viertelfinale | Viertelfinale    | Viertelfinale | Viertelfinale | Viertelfinale |  |  | Halbfinale | Halbfinale       | Halbfinale | Halbfinale | Halbfinale |                 |               | Finale   | Finale | Finale | Finale | Finale |
|               |                  |               |               |               |  |  |            |                  |            |            |            |                 |               |          |        |        |        |        |
|               |                  |               |               |               |  |  |            |                  |            |            |            |                 |               |          |        |        |        |        |
|               |                  |               |               |               |  |  | A1         | Lee Dong-seop    | 21         | 7          | 20         |                 |               |          |        |        |        |        |
| B2            | Lee Sam-seop     | 21            | 21            |               |  |  | B2         | Lee Sam-seop     | 12         | 21         | 22         |                 |               |          |        |        |        |        |
| A2            | Jakarin Homhual  | 14            | 16            |               |  |  |            |                  |            |            |            | B2              | Lee Sam-seop  | 6        | 6r     |        |        |        |
| C2            | Osamu Nagashima  | 15            | 16            |               |  |  |            |                  |            |            |            |                 | C1            | Qu Zimao | 21     | 11     |        |        |
| B1            | Hiroshi Murayama | 21            | 21            |               |  |  | B1         | Hiroshi Murayama | 16         | 11         |            |                 |               |          |        |        |        |        |
|               |                  |               |               |               |  |  | C1         | Qu Zimao         | 21         | 21         |            |                 |               |          |        |        |        |        |
|               |                  |               |               |               |  |  |            |                  |            |            |            | Spiel um Bronze |               |          |        |        |        |        |
|               |                  |               |               |               |  |  |            |                  |            |            |            | A1              | Lee Dong-seop | 22       | 17     | 21     |        |        |
| B1            | Hiroshi Murayama | 20            | 21            | 14            |  |  |            |                  |            |            |            |                 |               |          |        |        |        |        |

## Resultate Herreneinzel WH2

### Gruppe A
| Platz | Team           | Pld | W | L | MF | MA | MD | GF | GA | GD | PF | PA | PD  | Pts |   |
| ----- | -------------- | --- | - | - | -- | -- | -- | -- | -- | -- | -- | -- | --- | --- | - |
| 1     | Kim Jung-jun   | 2   | 2 | 0 | 0  | 0  | 0  | 4  | 0  | +4 | 84 | 51 | +33 | 2   | Q |
| 2     | Kim Kyung-hoon | 2   | 1 | 1 | 0  | 0  | 0  | 2  | 2  | 0  | 76 | 55 | +21 | 1   | Q |
| 3     | Grant Manzoney | 2   | 0 | 2 | 0  | 0  | 0  | 0  | 4  | −4 | 30 | 84 | −54 | 0   |   |

| Datum   | Uhrzeit | Starter 1      | Ergebnis | Starter 2      | Satz 1 | Satz 2 | Satz 3 |
| ------- | ------- | -------------- | -------- | -------------- | ------ | ------ | ------ |
| 2. Sep. | 09:40   | Kim Jung-jun   | 2–0      | Kim Kyung-hoon | 21–19  | 21–15  |        |
| 2. Sep. | 17:20   | Kim Kyung-hoon | 2–0      | Grant Manzoney | 21–8   | 21–5   |        |
| 3. Sep. | 12:20   | Kim Jung-jun   | 2–0      | Grant Manzoney | 21–8   | 21–9   |        |

### Gruppe B
| Platz | Team             | Pld | W | L | MF | MA | MD | GF | GA | GD | PF | PA  | PD  | Pts |   |
| ----- | ---------------- | --- | - | - | -- | -- | -- | -- | -- | -- | -- | --- | --- | --- | - |
| 1     | Mai Jianpeng     | 2   | 2 | 0 | 0  | 0  | 0  | 4  | 0  | +4 | 84 | 51  | +33 | 2   | Q |
| 2     | Martin Rooke     | 2   | 1 | 1 | 0  | 0  | 0  | 2  | 3  | −1 | 93 | 90  | +3  | 1   | Q |
| 3     | Dumnern Junthong | 2   | 0 | 2 | 0  | 0  | 0  | 1  | 4  | −3 | 66 | 102 | −36 | 0   |   |

| Datum   | Uhrzeit | Starter 1    | Ergebnis | Starter 2        | Satz 1 | Satz 2 | Satz 3 |
| ------- | ------- | ------------ | -------- | ---------------- | ------ | ------ | ------ |
| 2. Sep. | 09:40   | Martin Rooke | 2–1      | Dumnern Junthong | 18–21  | 21–15  | 21–12  |
| 2. Sep. | 17:20   | Mai Jianpeng | 2–0      | Dumnern Junthong | 21–12  | 21–6   |        |
| 3. Sep. | 12:20   | Martin Rooke | 0–2      | Mai Jianpeng     | 17–21  | 16–21  |        |

### Gruppe C
| Platz | Team           | Pld | W | L | MF | MA | MD | GF | GA | GD | PF | PA | PD  | Pts |   |
| ----- | -------------- | --- | - | - | -- | -- | -- | -- | -- | -- | -- | -- | --- | --- | - |
| 1     | Daiki Kajiwara | 2   | 2 | 0 | 0  | 0  | 0  | 4  | 1  | +3 | 97 | 60 | +37 | 2   | Q |
| 2     | Chan Ho Yuen   | 2   | 1 | 1 | 0  | 0  | 0  | 3  | 2  | +1 | 88 | 73 | +15 | 1   | Q |
| 3     | Thomas Jakobs  | 2   | 0 | 2 | 0  | 0  | 0  | 0  | 4  | −4 | 32 | 84 | −52 | 0   |   |

| Datum   | Uhrzeit | Starter 1      | Ergebnis | Starter 2      | Satz 1 | Satz 2 | Satz 3 |
| ------- | ------- | -------------- | -------- | -------------- | ------ | ------ | ------ |
| 2. Sep. | 10:20   | Chan Ho Yuen   | 2–0      | Thomas Jakobs  | 21–10  | 21–8   |        |
| 2. Sep. | 18:00   | Daiki Kajiwara | 2–0      | Thomas Jakobs  | 21–9   | 21–5   |        |
| 3. Sep. | 13:00   | Chan Ho Yuen   | 1–2      | Daiki Kajiwara | 21–13  | 12–21  | 13–21  |

### Finale
| Viertelfinale | Viertelfinale  | Viertelfinale | Viertelfinale | Viertelfinale |  |  | Halbfinale | Halbfinale     | Halbfinale | Halbfinale | Halbfinale |                 |              | Finale         | Finale | Finale | Finale | Finale |
|               |                |               |               |               |  |  |            |                |            |            |            |                 |              |                |        |        |        |        |
|               |                |               |               |               |  |  |            |                |            |            |            |                 |              |                |        |        |        |        |
|               |                |               |               |               |  |  | A1         | Kim Jung-jun   | 15         | 21         | 21         |                 |              |                |        |        |        |        |
| C2            | Chan Ho Yuen   | 21            | 21            |               |  |  | C2         | Chan Ho Yuen   | 21         | 15         | 15         |                 |              |                |        |        |        |        |
| B2            | Martin Rooke   | 9             | 11            |               |  |  |            |                |            |            |            | A1              | Kim Jung-jun | 18             | 19     |        |        |        |
| A2            | Kim Kyung-hoon | 21            | 21            |               |  |  |            |                |            |            |            |                 | C1           | Daiki Kajiwara | 21     | 21     |        |        |
| B1            | Mai Jianpeng   | 13            | 12            |               |  |  | A2         | Kim Kyung-hoon | 14         | 15         |            |                 |              |                |        |        |        |        |
|               |                |               |               |               |  |  | C1         | Daiki Kajiwara | 21         | 21         |            |                 |              |                |        |        |        |        |
|               |                |               |               |               |  |  |            |                |            |            |            | Spiel um Bronze |              |                |        |        |        |        |
|               |                |               |               |               |  |  |            |                |            |            |            | C2              | Chan Ho Yuen | 24             | 21     |        |        |        |
| A2            | Kim Kyung-hoon | 22            | 10            |               |  |  |            |                |            |            |            |                 |              |                |        |        |        |        |

## Resultate Herreneinzel SL3

### Gruppe A
| Platz | Team              | Pld | W | L | MF | MA | MD | GF | GA | GD | PF  | PA | PD  | Pts |   |
| ----- | ----------------- | --- | - | - | -- | -- | -- | -- | -- | -- | --- | -- | --- | --- | - |
| 1     | Pramod Bhagat     | 2   | 2 | 0 | 0  | 0  | 0  | 4  | 1  | +3 | 105 | 63 | +42 | 2   | Q |
| 2     | Manoj Sarkar      | 2   | 1 | 1 | 0  | 0  | 0  | 3  | 2  | +1 | 84  | 88 | −4  | 1   | Q |
| 3     | Oleksandr Chyrkov | 2   | 0 | 2 | 0  | 0  | 0  | 0  | 4  | −4 | 46  | 84 | −38 | 0   |   |

| Datum   | Uhrzeit | Starter 1     | Ergebnis | Starter 2         | Satz 1 | Satz 2 | Satz 3 |
| ------- | ------- | ------------- | -------- | ----------------- | ------ | ------ | ------ |
| 1. Sep. | 21:20   | Pramod Bhagat | 2–1      | Manoj Sarkar      | 21–10  | 21–23  | 21–9   |
| 2. Sep. | 16:40   | Pramod Bhagat | 2–0      | Oleksandr Chyrkov | 21–12  | 21–9   |        |
| 3. Sep. | 7:30    | Manoj Sarkar  | 2–0      | Oleksandr Chyrkov | 21–16  | 21–9   |        |

### Gruppe B
| Platz | Team             | Pld | W | L | MF | MA | MD | GF | GA | GD | PF | PA | PD  | Pts |   |
| ----- | ---------------- | --- | - | - | -- | -- | -- | -- | -- | -- | -- | -- | --- | --- | - |
| 1     | Daniel Bethell   | 2   | 2 | 0 | 0  | 0  | 0  | 4  | 0  | +4 | 84 | 38 | +46 | 2   | Q |
| 2     | Daisuke Fujihara | 2   | 1 | 1 | 0  | 0  | 0  | 2  | 2  | 0  | 60 | 65 | −5  | 1   | Q |
| 3     | Ukun Rukaendi    | 2   | 0 | 2 | 0  | 0  | 0  | 0  | 4  | −4 | 43 | 84 | −41 | 0   |   |

| Datum   | Uhrzeit | Starter 1      | Ergebnis | Starter 2        | Satz 1 | Satz 2 | Satz 3 |
| ------- | ------- | -------------- | -------- | ---------------- | ------ | ------ | ------ |
| 1. Sep. | 21:20   | Daniel Bethell | 2–0      | Daisuke Fujihara | 21–11  | 21–7   |        |
| 2. Sep. | 16:40   | Ukun Rukaendi  | 0–2      | Daisuke Fujihara | 5–21   | 18–21  |        |
| 3. Sep. | 11:00   | Daniel Bethell | 2–0      | Ukun Rukaendi    | 21–8   | 21–12  |        |

### Finale
|  | Halbfinale | Halbfinale       | Halbfinale     | Halbfinale | Halbfinale      |               |    | Finale | Finale | Finale | Finale | Finale |
|  |            |                  |                |            |                 |               |    |        |        |        |        |        |
|  | A1         | Pramod Bhagat    | 21             | 21         |                 |               |    |        |        |        |        |        |
|  | B2         | Daisuke Fujihara | 11             | 16         |                 |               |    |        |        |        |        |        |
|  | B2         | Daisuke Fujihara | 11             | 16         | A1              | Pramod Bhagat | 21 | 21     |        |        |        |        |
|  |            |                  |                |            |                 | Pramod Bhagat | 21 | 21     |        |        |        |        |
|  |            | B1               | Daniel Bethell | 14         | 17              |               |    |        |        |        |        |        |
|  | A2         | B1               | Daniel Bethell | 14         | 17              | Manoj Sarkar  | 8  | 10     |        |        |        |        |
|  | A2         |                  |                |            |                 |               | 8  | 10     |        |        |        |        |
|  | B1         | Daniel Bethell   | 21             | 21         |                 |               |    |        |        |        |        |        |
|  | B1         | Daniel Bethell   | 21             | 21         | Spiel um Bronze |               |    |        |        |        |        |        |
|  |            |                  |                |            |                 |               |    |        |        |        |        |        |
|  | B2         | Daisuke Fujihara | 20             | 13         |                 |               |    |        |        |        |        |        |
|  | A2         | Manoj Sarkar     | 22             | 21         |                 |               |    |        |        |        |        |        |

## Resultate Herreneinzel SL4

### Gruppe A
| Platz | Team                      | Pld | W | L | MF | MA | MD | GF | GA | GD | PF  | PA  | PD  | Pts |   |
| ----- | ------------------------- | --- | - | - | -- | -- | -- | -- | -- | -- | --- | --- | --- | --- | - |
| 1     | Lucas Mazur               | 3   | 3 | 0 | 0  | 0  | 0  | 6  | 0  | +6 | 126 | 52  | +74 | 3   | Q |
| 2     | Suhas Lalinakere Yathiraj | 3   | 2 | 1 | 0  | 0  | 0  | 4  | 2  | +2 | 116 | 72  | +44 | 2   | Q |
| 3     | Jan-Niklas Pott           | 3   | 1 | 2 | 0  | 0  | 0  | 2  | 4  | −2 | 66  | 120 | −54 | 1   |   |
| 4     | Hary Susanto              | 3   | 0 | 3 | 0  | 0  | 0  | 0  | 6  | −6 | 64  | 128 | −64 | 0   |   |

| Datum   | Uhrzeit | Starter 1                 | Ergebnis | Starter 2                 | Satz 1 | Satz 2 | Satz 3 |
| ------- | ------- | ------------------------- | -------- | ------------------------- | ------ | ------ | ------ |
| 2. Sep. | 09:40   | Suhas Lalinakere Yathiraj | 2–0      | Jan-Niklas Pott           | 21–9   | 21–3   |        |
| 2. Sep. | 09:40   | Lucas Mazur               | 2–0      | Hary Susanto              | 21–3   | 21–7   |        |
| 3. Sep. | 09:40   | Lucas Mazur               | 2–0      | Jan-Niklas Pott           | 21–3   | 21–7   |        |
| 3. Sep. | 10:20   | Suhas Lalinakere Yathiraj | 2–0      | Hary Susanto              | 21–6   | 21–12  |        |
| 3. Sep. | 16:40   | Lucas Mazur               | 2–0      | Suhas Lalinakere Yathiraj | 21–15  | 21–17  |        |
| 3. Sep. | 16:40   | Jan-Niklas Pott           | 2–0      | Hary Susanto              | 21–15  | 23–21  |        |

### Gruppe B
| Platz | Team               | Pld | W | L | MF | MA | MD | GF | GA | GD | PF  | PA  | PD  | Pts |   |
| ----- | ------------------ | --- | - | - | -- | -- | -- | -- | -- | -- | --- | --- | --- | --- | - |
| 1     | Fredy Setiawan     | 3   | 3 | 0 | 0  | 0  | 0  | 6  | 0  | +6 | 126 | 73  | +53 | 3   | Q |
| 2     | Tarun Dhillon      | 3   | 2 | 1 | 0  | 0  | 0  | 4  | 3  | +1 | 127 | 118 | +9  | 2   | Q |
| 3     | Shin Kyung-hwan    | 3   | 1 | 2 | 0  | 0  | 0  | 3  | 4  | −1 | 115 | 124 | −9  | 1   |   |
| 4     | Siripong Teamarrom | 3   | 0 | 3 | 0  | 0  | 0  | 0  | 6  | −6 | 73  | 126 | −53 | 0   |   |

| Datum   | Uhrzeit | Starter 1          | Ergebnis | Starter 2          | Satz 1 | Satz 2 | Satz 3 |
| ------- | ------- | ------------------ | -------- | ------------------ | ------ | ------ | ------ |
| 2. Sep. | 10:20   | Tarun Dhillon      | 2–0      | Siripong Teamarrom | 21–7   | 21–13  |        |
| 2. Sep. | 10:20   | Fredy Setiawan     | 2–0      | Shin Kyung-hwan    | 21–8   | 21–9   |        |
| 3. Sep. | 09:40   | Fredy Setiawan     | 2–0      | Siripong Teamarrom | 21–17  | 21–11  |        |
| 3. Sep. | 10:20   | Tarun Dhillon      | 2–1      | Shin Kyung-hwan    | 21–18  | 15–21  | 21–17  |
| 3. Sep. | 17:20   | Tarun Dhillon      | 0–2      | Fredy Setiawan     | 19–21  | 9–21   |        |
| 3. Sep. | 17:20   | Siripong Teamarrom | 0–2      | Shin Kyung-hwan    | 17–21  | 8–21   |        |

### Finale
|  | Halbfinale | Halbfinale     | Halbfinale                | Halbfinale | Halbfinale      |    |                           | Finale | Finale | Finale | Finale | Finale |
|  |            |                |                           |            |                 |    |                           |        |        |        |        |        |
|  | A1         | Lucas Mazur    | 21                        | 16         | 21              |    |                           |        |        |        |        |        |
|  | B2         | Tarun Dhillon  | 16                        | 21         | 18              |    |                           |        |        |        |        |        |
|  | B2         | Tarun Dhillon  | 16                        | 21         | 18              | A1 | Lucas Mazur               | 15     | 21     | 21     |        |        |
|  |            |                |                           |            |                 | A1 | Lucas Mazur               | 15     | 21     | 21     |        |        |
|  |            | A2             | Suhas Lalinakere Yathiraj | 21         | 17              | 15 |                           |        |        |        |        |        |
|  | A2         | A2             | Suhas Lalinakere Yathiraj | 21         | 17              | 15 | Suhas Lalinakere Yathiraj | 21     | 21     |        |        |        |
|  | A2         |                |                           |            |                 |    | Suhas Lalinakere Yathiraj | 21     | 21     |        |        |        |
|  | B1         | Fredy Setiawan | 9                         | 15         |                 |    |                           |        |        |        |        |        |
|  | B1         | Fredy Setiawan | 9                         | 15         | Spiel um Bronze |    |                           |        |        |        |        |        |
|  |            |                |                           |            |                 |    |                           |        |        |        |        |        |
|  | B2         | Tarun Dhillon  | 17                        | 11         |                 |    |                           |        |        |        |        |        |
|  | B1         | Fredy Setiawan | 21                        | 21         |                 |    |                           |        |        |        |        |        |

## Resultate Herreneinzel SU5

### Gruppe A
| Platz | Team             | Pld | W | L | MF | MA | MD | GF | GA | GD | PF  | PA  | PD  | Pts |   |
| ----- | ---------------- | --- | - | - | -- | -- | -- | -- | -- | -- | --- | --- | --- | --- | - |
| 1     | Dheva Anrimusthi | 3   | 3 | 0 | 0  | 0  | 0  | 6  | 0  | +6 | 126 | 58  | +68 | 3   | Q |
| 2     | Suryo Nugroho    | 3   | 2 | 1 | 0  | 0  | 0  | 4  | 2  | +2 | 98  | 87  | +11 | 2   | Q |
| 3     | Méril Loquette   | 3   | 1 | 2 | 0  | 0  | 0  | 2  | 4  | −2 | 84  | 117 | −33 | 1   |   |
| 4     | Bartłomiej Mróz  | 3   | 0 | 3 | 0  | 0  | 0  | 0  | 6  | −6 | 80  | 126 | −46 | 0   |   |

| Datum   | Uhrzeit | Starter 1        | Ergebnis | Starter 2       | Satz 1 | Satz 2 | Satz 3 |
| ------- | ------- | ---------------- | -------- | --------------- | ------ | ------ | ------ |
| 1. Sep. | 19:20   | Dheva Anrimusthi | 2–0      | Suryo Nugroho   | 21–7   | 21–7   |        |
| 1. Sep. | 19:20   | Bartłomiej Mróz  | 0–2      | Méril Loquette  | 16–21  | 17–21  |        |
| 2. Sep. | 15:20   | Suryo Nugroho    | 2–0      | Bartłomiej Mróz | 21–13  | 21–10  |        |
| 2. Sep. | 15:20   | Dheva Anrimusthi | 2–0      | Méril Loquette  | 21–10  | 21–10  |        |
| 3. Sep. | 12:20   | Dheva Anrimusthi | 2–0      | Bartłomiej Mróz | 21–17  | 21–7   |        |
| 3. Sep. | 12:20   | Suryo Nugroho    | 2–0      | Méril Loquette  | 21–14  | 21–8   |        |

### Gruppe B
| Platz | Team            | Pld | W | L | MF | MA | MD | GF | GA | GD | PF  | PA  | PD   | Pts |   |
| ----- | --------------- | --- | - | - | -- | -- | -- | -- | -- | -- | --- | --- | ---- | --- | - |
| 1     | Cheah Liek Hou  | 3   | 3 | 0 | 0  | 0  | 0  | 6  | 0  | +6 | 126 | 58  | +68  | 3   | Q |
| 2     | Fang Jen-yu     | 3   | 2 | 1 | 0  | 0  | 0  | 4  | 3  | +1 | 123 | 97  | +26  | 2   | Q |
| 3     | Taiyo Imai      | 3   | 1 | 2 | 0  | 0  | 0  | 3  | 4  | −1 | 120 | 110 | +10  | 1   |   |
| 4     | Ahmed Eldakrory | 3   | 0 | 3 | 0  | 0  | 0  | 0  | 6  | −6 | 22  | 126 | −104 | 0   |   |

| Datum   | Uhrzeit | Starter 1      | Ergebnis | Starter 2       | Satz 1 | Satz 2 | Satz 3 |
| ------- | ------- | -------------- | -------- | --------------- | ------ | ------ | ------ |
| 1. Sep. | 20:00   | Taiyo Imai     | 1–2      | Fang Jen-yu     | 16–21  | 21–17  | 10–21  |
| 1. Sep. | 20:00   | Cheah Liek Hou | 2–0      | Ahmed Eldakrory | 21–3   | 21–2   |        |
| 2. Sep. | 16:00   | Taiyo Imai     | 2–0      | Ahmed Eldakrory | 21–5   | 21–4   |        |
| 2. Sep. | 16:00   | Cheah Liek Hou | 2–0      | Fang Jen-yu     | 21–13  | 21–9   |        |
| 3. Sep. | 13:00   | Cheah Liek Hou | 2–0      | Taiyo Imai      | 21–19  | 21–12  |        |
| 3. Sep. | 13:00   | Fang Jen-yu    | 2–0      | Ahmed Eldakrory | 21–6   | 21–2   |        |

### Finale
|  | Halbfinale | Halbfinale       | Halbfinale     | Halbfinale | Halbfinale |                  |    | Finale | Finale | Finale | Finale | Finale |
|  |            |                  |                |            |            |                  |    |        |        |        |        |        |
|  | A1         | Dheva Anrimusthi | 21             | 21         |            |                  |    |        |        |        |        |        |
|  | A2         | Suryo Nugroho    | 13             | 15         |            |                  |    |        |        |        |        |        |
|  | A2         | Suryo Nugroho    | 13             | 15         | A1         | Dheva Anrimusthi | 17 | 15     |        |        |        |        |
|  |            |                  |                |            |            | Dheva Anrimusthi | 17 | 15     |        |        |        |        |
|  |            | B1               | Cheah Liek Hou | 21         | 21         |                  |    |        |        |        |        |        |
|  | B2         | B1               | Cheah Liek Hou | 21         | 21         | Fang Jen-yu      | 21 | 10     | 16     |        |        |        |
|  | B2         |                  |                |            |            |                  | 21 | 10     | 16     |        |        |        |
|  | B1         | Cheah Liek Hou   | 15             | 21         | 21         |                  |    |        |        |        |        |        |
|  | B1         | Cheah Liek Hou   | 15             | 21         | 21         | Spiel um Bronze  |    |        |        |        |        |        |
|  |            |                  |                |            |            |                  |    |        |        |        |        |        |
|  | A2         | Suryo Nugroho    | 21             | 21         |            |                  |    |        |        |        |        |        |
|  | B2         | Fang Jen-yu      | 16             | 9          |            |                  |    |        |        |        |        |        |

## Resultate Herreneinzel SH6

### Gruppe A
| Platz | Team           | Pld | W | L | MF | MA | MD | GF | GA | GD | PF | PA | PD | Pts |   |
| ----- | -------------- | --- | - | - | -- | -- | -- | -- | -- | -- | -- | -- | -- | --- | - |
| 1     | Chu Man Kai    | 2   | 1 | 1 | 0  | 0  | 0  | 3  | 2  | +1 | 87 | 89 | −2 | 1   | Q |
| 2     | Krysten Coombs | 2   | 1 | 1 | 0  | 0  | 0  | 2  | 2  | 0  | 67 | 64 | +3 | 1   | Q |
| 3     | Jack Shephard  | 2   | 1 | 1 | 0  | 0  | 0  | 2  | 3  | −1 | 86 | 87 | −1 | 1   |   |

| Datum   | Uhrzeit | Starter 1     | Ergebnis | Starter 2      | Satz 1 | Satz 2 | Satz 3 |
| ------- | ------- | ------------- | -------- | -------------- | ------ | ------ | ------ |
| 2. Sep. | 13:00   | Jack Shephard | 0–2      | Krysten Coombs | 12–21  | 10–21  |        |
| 2. Sep. | 17:20   | Chu Man Kai   | 2–0      | Krysten Coombs | 21–15  | 21–10  |        |
| 3. Sep. | 15:20   | Jack Shephard | 2–1      | Chu Man Kai    | 21–11  | 22–24  | 21–10  |

### Gruppe B
| Platz | Team                    | Pld | W | L | MF | MA | MD | GF | GA | GD | PF | PA | PD  | Pts |         |
| ----- | ----------------------- | --- | - | - | -- | -- | -- | -- | -- | -- | -- | -- | --- | --- | ------- |
| 1     | Krishna Nagar           | 1   | 1 | 0 | 0  | 0  | 0  | 2  | 0  | +2 | 42 | 31 | +11 | 1   | Q       |
| 2     | Vitor Gonçalves Tavares | 1   | 0 | 1 | 0  | 0  | 0  | 0  | 2  | −2 | 31 | 42 | −11 | 0   | Q       |
| 3     | Didin Taresoh           | 0   | 0 | 0 | 0  | 0  | 0  | 0  | 0  | 0  | 0  | 0  | 0   | 0   | Retired |

| Datum   | Uhrzeit | Starter 1               | Ergebnis | Starter 2               | Satz 1 | Satz 2 | Satz 3 |
| ------- | ------- | ----------------------- | -------- | ----------------------- | ------ | ------ | ------ |
| 2. Sep. | 13:00   | Krishna Nagar           | 2–0      | Didin Taresoh           | 22–20  | 21–10  |        |
| 2. Sep. | 17:20   | Vitor Gonçalves Tavares | Retired  | Didin Taresoh           | 21–13  | 18–13r |        |
| 3. Sep. | 15:20   | Krishna Nagar           | 2–0      | Vitor Gonçalves Tavares | 21–17  | 21–14  |        |

### Finale
|  | Halbfinale | Halbfinale              | Halbfinale    | Halbfinale | Halbfinale      |    |                | Finale | Finale | Finale | Finale | Finale |
|  |            |                         |               |            |                 |    |                |        |        |        |        |        |
|  | A1         | Chu Man Kai             | 15            | 21         | 21              |    |                |        |        |        |        |        |
|  | B2         | Vitor Gonçalves Tavares | 21            | 18         | 10              |    |                |        |        |        |        |        |
|  | B2         | Vitor Gonçalves Tavares | 21            | 18         | 10              | A1 | Chu Man Kai    | 17     | 21     | 17     |        |        |
|  |            |                         |               |            |                 | A1 | Chu Man Kai    | 17     | 21     | 17     |        |        |
|  |            | B1                      | Krishna Nagar | 21         | 16              | 21 |                |        |        |        |        |        |
|  | A2         | B1                      | Krishna Nagar | 21         | 16              | 21 | Krysten Coombs | 10     | 11     |        |        |        |
|  | A2         |                         |               |            |                 |    | Krysten Coombs | 10     | 11     |        |        |        |
|  | B1         | Krishna Nagar           | 21            | 21         |                 |    |                |        |        |        |        |        |
|  | B1         | Krishna Nagar           | 21            | 21         | Spiel um Bronze |    |                |        |        |        |        |        |
|  |            |                         |               |            |                 |    |                |        |        |        |        |        |
|  | B2         | Vitor Gonçalves Tavares | 21            | 10         | 16              |    |                |        |        |        |        |        |
|  | A2         | Krysten Coombs          | 12            | 21         | 21              |    |                |        |        |        |        |        |

## Resultate Dameneinzel WH1

### Gruppe A
| Platz | Team          | Pld | W | L | MF | MA | MD | GF | GA | GD | PF | PA | PD  | Pts |   |
| ----- | ------------- | --- | - | - | -- | -- | -- | -- | -- | -- | -- | -- | --- | --- | - |
| 1     | Yin Menglu    | 2   | 2 | 0 | 0  | 0  | 0  | 4  | 0  | +4 | 87 | 63 | +24 | 2   | Q |
| 2     | Sarina Satomi | 2   | 1 | 1 | 0  | 0  | 0  | 2  | 2  | 0  | 75 | 64 | +11 | 1   | Q |
| 3     | Kang Jung-kum | 2   | 0 | 2 | 0  | 0  | 0  | 0  | 4  | −4 | 49 | 84 | −35 | 0   |   |

| Datum   | Uhrzeit | Starter 1     | Ergebnis | Starter 2     | Satz 1 | Satz 2 | Satz 3 |
| ------- | ------- | ------------- | -------- | ------------- | ------ | ------ | ------ |
| 1. Sep. | 18:40   | Sarina Satomi | 2–0      | Kang Jung-kum | 21–12  | 21–7   |        |
| 2. Sep. | 11:40   | Yin Menglu    | 2–0      | Kang Jung-kum | 21–16  | 21–14  |        |
| 2. Sep. | 18:40   | Sarina Satomi | 0–2      | Yin Menglu    | 11–21  | 22–24  |        |

### Gruppe B
| Platz | Team              | Pld | W | L | MF | MA | MD | GF | GA | GD | PF | PA | PD  | Pts |   |
| ----- | ----------------- | --- | - | - | -- | -- | -- | -- | -- | -- | -- | -- | --- | --- | - |
| 1     | Karin Suter-Erath | 2   | 2 | 0 | 0  | 0  | 0  | 4  | 0  | +4 | 84 | 46 | +38 | 2   | Q |
| 2     | Valeska Knoblauch | 2   | 1 | 1 | 0  | 0  | 0  | 2  | 2  | 0  | 75 | 57 | +18 | 1   | Q |
| 3     | Elke Rongen       | 2   | 0 | 2 | 0  | 0  | 0  | 0  | 4  | −4 | 28 | 84 | −56 | 0   |   |

| Datum   | Uhrzeit | Starter 1         | Ergebnis | Starter 2         | Satz 1 | Satz 2 | Satz 3 |
| ------- | ------- | ----------------- | -------- | ----------------- | ------ | ------ | ------ |
| 1. Sep. | 18:00   | Valeska Knoblauch | 2–0      | Elke Rongen       | 21–7   | 21–8   |        |
| 2. Sep. | 11:40   | Karin Suter-Erath | 2–0      | Elke Rongen       | 21–6   | 21–7   |        |
| 2. Sep. | 19:20   | Valeska Knoblauch | 0–2      | Karin Suter-Erath | 18–21  | 15–21  |        |

### Gruppe C
| Platz | Team             | Pld | W | L | MF | MA | MD | GF | GA | GD | PF  | PA  | PD  | Pts |   |
| ----- | ---------------- | --- | - | - | -- | -- | -- | -- | -- | -- | --- | --- | --- | --- | - |
| 1     | Sujirat Pookkham | 3   | 3 | 0 | 0  | 0  | 0  | 6  | 0  | +6 | 126 | 63  | +63 | 3   | Q |
| 2     | Zhang Jing       | 3   | 2 | 1 | 0  | 0  | 0  | 4  | 3  | +1 | 131 | 122 | +9  | 2   | Q |
| 3     | Cynthia Mathez   | 3   | 1 | 2 | 0  | 0  | 0  | 3  | 4  | −1 | 126 | 133 | −7  | 1   |   |
| 4     | Nina Gorodetzky  | 3   | 0 | 3 | 0  | 0  | 0  | 0  | 6  | −6 | 61  | 126 | −65 | 0   |   |

| Datum   | Uhrzeit | Starter 1        | Ergebnis | Starter 2       | Satz 1 | Satz 2 | Satz 3 |
| ------- | ------- | ---------------- | -------- | --------------- | ------ | ------ | ------ |
| 1. Sep. | 18:00   | Zhang Jing       | 2–0      | Nina Gorodetzky | 21–11  | 21–12  |        |
| 1. Sep. | 18:40   | Sujirat Pookkham | 2–0      | Cynthia Mathez  | 21–12  | 21–15  |        |
| 2. Sep. | 11:00   | Zhang Jing       | 2–1      | Cynthia Mathez  | 20–22  | 25–23  | 21–12  |
| 2. Sep. | 11:40   | Sujirat Pookkham | 2–0      | Nina Gorodetzky | 21–4   | 21–9   |        |
| 2. Sep. | 19:20   | Nina Gorodetzky  | 0–2      | Cynthia Mathez  | 15–21  | 10–21  |        |
| 2. Sep. | 20:00   | Sujirat Pookkham | 2–0      | Zhang Jing      | 21–4   | 21–19  |        |

### Finale
| Viertelfinale | Viertelfinale     | Viertelfinale | Viertelfinale | Viertelfinale |  |  | Halbfinale | Halbfinale       | Halbfinale | Halbfinale | Halbfinale |                 |               | Finale           | Finale | Finale | Finale | Finale |
|               |                   |               |               |               |  |  |            |                  |            |            |            |                 |               |                  |        |        |        |        |
|               |                   |               |               |               |  |  |            |                  |            |            |            |                 |               |                  |        |        |        |        |
|               |                   |               |               |               |  |  | A1         | Yin Menglu       | 18         | 18         |            |                 |               |                  |        |        |        |        |
| B1            | Karin Suter-Erath | 8             | 9             |               |  |  | A2         | Sarina Satomi    | 21         | 21         |            |                 |               |                  |        |        |        |        |
| A2            | Sarina Satomi     | 21            | 21            |               |  |  |            |                  |            |            |            | A2              | Sarina Satomi | 14               | 21     | 21     |        |        |
| C2            | Zhang Jing        | 21            | 21            |               |  |  |            |                  |            |            |            |                 | C1            | Sujirat Pookkham | 21     | 19     | 13     |        |
| B2            | Valeska Knoblauch | 16            | 18            |               |  |  | C2         | Zhang Jing       | 11         | 7          |            |                 |               |                  |        |        |        |        |
|               |                   |               |               |               |  |  | C1         | Sujirat Pookkham | 21         | 21         |            |                 |               |                  |        |        |        |        |
|               |                   |               |               |               |  |  |            |                  |            |            |            | Spiel um Bronze |               |                  |        |        |        |        |
|               |                   |               |               |               |  |  |            |                  |            |            |            | A1              | Yin Menglu    | 21               | 21     |        |        |        |
| C2            | Zhang Jing        | 10            | 18            |               |  |  |            |                  |            |            |            |                 |               |                  |        |        |        |        |

## Resultate Dameneinzel WH2

### Gruppe A
| Platz | Team            | Pld | W | L | MF | MA | MD | GF | GA | GD | PF | PA  | PD  | Pts |   |
| ----- | --------------- | --- | - | - | -- | -- | -- | -- | -- | -- | -- | --- | --- | --- | - |
| 1     | Liu Yutong      | 2   | 2 | 0 | 0  | 0  | 0  | 4  | 0  | +4 | 84 | 22  | +62 | 2   | Q |
| 2     | Tatiana Gureeva | 2   | 1 | 1 | 0  | 0  | 0  | 2  | 3  | −1 | 70 | 85  | −15 | 1   | Q |
| 3     | Pilar Jáuregui  | 2   | 0 | 2 | 0  | 0  | 0  | 1  | 4  | −3 | 57 | 104 | −47 | 0   |   |

| Datum   | Uhrzeit | Starter 1      | Ergebnis | Starter 2       | Satz 1 | Satz 2 | Satz 3 |
| ------- | ------- | -------------- | -------- | --------------- | ------ | ------ | ------ |
| 1. Sep. | 19:20   | Liu Yutong     | 2–0      | Tatiana Gureeva | 21–3   | 21–5   |        |
| 2. Sep. | 13:00   | Pilar Jáuregui | 1–2      | Tatiana Gureeva | 22–20  | 11–21  | 10–21  |
| 3. Sep. | 09:40   | Liu Yutong     | 2–0      | Pilar Jáuregui  | 21–5   | 21–9   |        |

### Gruppe B
| Platz | Team          | Pld | W | L | MF | MA | MD | GF | GA | GD | PF  | PA | PD  | Pts |   |
| ----- | ------------- | --- | - | - | -- | -- | -- | -- | -- | -- | --- | -- | --- | --- | - |
| 1     | Emine Seçkin  | 2   | 2 | 0 | 0  | 0  | 0  | 4  | 2  | +2 | 109 | 98 | +11 | 2   | Q |
| 2     | Yuma Yamazaki | 2   | 1 | 1 | 0  | 0  | 0  | 3  | 2  | +1 | 95  | 91 | +4  | 1   | Q |
| 3     | Lee Sun-ae    | 2   | 0 | 2 | 0  | 0  | 0  | 1  | 4  | −3 | 82  | 97 | −15 | 0   |   |

| Datum   | Uhrzeit | Starter 1     | Ergebnis | Starter 2    | Satz 1 | Satz 2 | Satz 3 |
| ------- | ------- | ------------- | -------- | ------------ | ------ | ------ | ------ |
| 1. Sep. | 19:20   | Yuma Yamazaki | 2–0      | Lee Sun-ae   | 22–20  | 21–16  |        |
| 2. Sep. | 13:00   | Emine Seçkin  | 2–1      | Lee Sun-ae   | 12–21  | 21–9   | 21–16  |
| 3. Sep. | 10:20   | Yuma Yamazaki | 1–2      | Emine Seçkin | 15–21  | 21–13  | 16–21  |

### Gruppe C
| Platz | Team             | Pld | W | L | MF | MA | MD | GF | GA | GD | PF | PA | PD  | Pts |   |
| ----- | ---------------- | --- | - | - | -- | -- | -- | -- | -- | -- | -- | -- | --- | --- | - |
| 1     | Xu Tingting      | 2   | 2 | 0 | 0  | 0  | 0  | 4  | 0  | +4 | 84 | 33 | +51 | 2   | Q |
| 2     | Amnouy Wetwithan | 2   | 1 | 1 | 0  | 0  | 0  | 2  | 0  | +2 | 61 | 73 | −12 | 1   | Q |
| 3     | Rie Ogura        | 2   | 0 | 2 | 0  | 0  | 0  | 0  | 4  | −4 | 45 | 84 | −39 | 0   |   |

| Datum   | Uhrzeit | Starter 1        | Ergebnis | Starter 2        | Satz 1 | Satz 2 | Satz 3 |
| ------- | ------- | ---------------- | -------- | ---------------- | ------ | ------ | ------ |
| 1. Sep. | 20:00   | Xu Tingting      | 2–0      | Rie Ogura        | 21–6   | 21–8   |        |
| 2. Sep. | 13:40   | Amnouy Wetwithan | 2–0      | Rie Ogura        | 21–14  | 21–17  |        |
| 3. Sep. | 09:40   | Xu Tingting      | 2–0      | Amnouy Wetwithan | 21–16  | 21–3   |        |

### Finale
| Viertelfinale | Viertelfinale    | Viertelfinale | Viertelfinale | Viertelfinale |  |  | Halbfinale | Halbfinale    | Halbfinale | Halbfinale | Halbfinale |                 |              | Finale      | Finale | Finale | Finale | Finale |
|               |                  |               |               |               |  |  |            |               |            |            |            |                 |              |             |        |        |        |        |
|               |                  |               |               |               |  |  |            |               |            |            |            |                 |              |             |        |        |        |        |
|               |                  |               |               |               |  |  | A1         | Liu Yutong    | 21         | 21         |            |                 |              |             |        |        |        |        |
| B1            | Emine Seçkin     | 21            | 21            |               |  |  | B1         | Emine Seçkin  | 7          | 4          |            |                 |              |             |        |        |        |        |
| C2            | Amnouy Wetwithan | 10            | 15            |               |  |  |            |               |            |            |            | A1              | Liu Yutong   | 21          | 21     |        |        |        |
| B2            | Yuma Yamazaki    | 23            | 21            | 21            |  |  |            |               |            |            |            |                 | C1           | Xu Tingting | 15     | 15     |        |        |
| A2            | Tatiana Gureeva  | 25            | 7             | 8             |  |  | B2         | Yuma Yamazaki | 12         | 13         |            |                 |              |             |        |        |        |        |
|               |                  |               |               |               |  |  | C1         | Xu Tingting   | 21         | 21         |            |                 |              |             |        |        |        |        |
|               |                  |               |               |               |  |  |            |               |            |            |            | Spiel um Bronze |              |             |        |        |        |        |
|               |                  |               |               |               |  |  |            |               |            |            |            | B1              | Emine Seçkin | 16          | 8      |        |        |        |
| B2            | Yuma Yamazaki    | 21            | 21            |               |  |  |            |               |            |            |            |                 |              |             |        |        |        |        |

## Resultate Dameneinzel SL4

### Gruppe A
| Platz | Team               | Pld | W | L | MF | MA | MD | GF | GA | GD | PF | PA | PD  | Pts |   |
| ----- | ------------------ | --- | - | - | -- | -- | -- | -- | -- | -- | -- | -- | --- | --- | - |
| 1     | Leani Ratri Oktila | 2   | 2 | 0 | 0  | 0  | 0  | 4  | 0  | +4 | 84 | 42 | +42 | 2   | Q |
| 2     | Khalimatus Sadiyah | 2   | 1 | 1 | 0  | 0  | 0  | 2  | 2  | 0  | 66 | 73 | −7  | 1   |   |
| 3     | Faustine Noël      | 2   | 0 | 2 | 0  | 0  | 0  | 0  | 4  | −4 | 49 | 84 | −35 | 0   |   |

| Datum   | Uhrzeit | Starter 1          | Ergebnis | Starter 2          | Satz 1 | Satz 2 | Satz 3 |
| ------- | ------- | ------------------ | -------- | ------------------ | ------ | ------ | ------ |
| 2. Sep. | 12:20   | Leani Ratri Oktila | 2–0      | Khalimatus Sadiyah | 21–14  | 21–10  |        |
| 2. Sep. | 18:00   | Faustine Noël      | 0–2      | Khalimatus Sadiyah | 18–21  | 13–21  |        |
| 3. Sep. | 19:20   | Leani Ratri Oktila | 2–0      | Faustine Noël      | 21–12  | 21–6   |        |

### Gruppe B
| Platz | Team            | Pld | W | L | MF | MA | MD | GF | GA | GD | PF | PA | PD  | Pts |         |
| ----- | --------------- | --- | - | - | -- | -- | -- | -- | -- | -- | -- | -- | --- | --- | ------- |
| 1     | Ma Huihui       | 1   | 1 | 0 | 0  | 0  | 0  | 2  | 0  | +2 | 48 | 33 | +15 | 1   | Q       |
| 2     | Haruka Fujino   | 1   | 0 | 1 | 0  | 0  | 0  | 0  | 2  | −2 | 33 | 48 | −15 | 0   |         |
| 3     | Nipada Saensupa | 0   | 0 | 0 | 0  | 0  | 0  | 0  | 0  | 0  | 0  | 0  | 0   | 0   | Retired |

| Datum   | Uhrzeit | Starter 1     | Ergebnis | Starter 2       | Satz 1 | Satz 2 | Satz 3 |
| ------- | ------- | ------------- | -------- | --------------- | ------ | ------ | ------ |
| 2. Sep. | 11:40   | Haruka Fujino | 2–0      | Nipada Saensupa | 21–17  | 21–10  |        |
| 2. Sep. | 19:20   | Haruka Fujino | 0–2      | Ma Huihui       | 25–27  | 8–21   |        |
| 3. Sep. | 19:20   | Ma Huihui     | Retired  | Nipada Saensupa | 21–10  | 0–0r   |        |

### Gruppe C
| Platz | Team               | Pld | W | L | MF | MA | MD | GF | GA | GD | PF  | PA  | PD  | Pts |   |
| ----- | ------------------ | --- | - | - | -- | -- | -- | -- | -- | -- | --- | --- | --- | --- | - |
| 1     | Helle Sofie Sagøy  | 3   | 3 | 0 | 0  | 0  | 0  | 6  | 0  | +6 | 126 | 66  | +60 | 3   | Q |
| 2     | Chanida Srinavakul | 3   | 2 | 1 | 0  | 0  | 0  | 4  | 3  | +1 | 127 | 121 | +6  | 2   |   |
| 3     | Olivia Meier       | 3   | 1 | 2 | 0  | 0  | 0  | 3  | 5  | −2 | 120 | 160 | −40 | 1   |   |
| 4     | Caitlin Dransfield | 3   | 0 | 3 | 0  | 0  | 0  | 1  | 6  | −5 | 109 | 135 | −26 | 0   |   |

| Datum   | Uhrzeit | Starter 1                  | Ergebnis | Starter 2          | Satz 1 | Satz 2 | Satz 3 |
| ------- | ------- | -------------------------- | -------- | ------------------ | ------ | ------ | ------ |
| 2. Sep. | 11:00   | Helle Sofie Sagøy Norwegen | 2–0      | Caitlin Dransfield | 21–17  | 21–13  |        |
| 2. Sep. | 11:40   | Chanida Srinavakul         | 2–1      | Olivia Meier       | 22–20  | 20–22  | 21–13  |
| 2. Sep. | 18:40   | Helle Sofie Sagøy Norwegen | 2–0      | Olivia Meier       | 21–6   | 21–8   |        |
| 2. Sep. | 18:40   | Chanida Srinavakul         | 2–0      | Caitlin Dransfield | 21–8   | 21–16  |        |
| 3. Sep. | 18:00   | Helle Sofie Sagøy Norwegen | 2–0      | Chanida Srinavakul | 21–14  | 21–8   |        |
| 3. Sep. | 18:40   | Olivia Meier Kanada        | 2–1      | Caitlin Dransfield | 7–21   | 21–13  | 23–21  |

### Gruppe D
| Platz | Team           | Pld | W | L | MF | MA | MD | GF | GA | GD | PF | PA  | PD  | Pts |   |
| ----- | -------------- | --- | - | - | -- | -- | -- | -- | -- | -- | -- | --- | --- | --- | - |
| 1     | Cheng Hefang   | 2   | 2 | 0 | 0  | 0  | 0  | 4  | 0  | +4 | 84 | 26  | +58 | 2   | Q |
| 2     | Katrin Seibert | 2   | 1 | 1 | 0  | 0  | 0  | 2  | 3  | −1 | 79 | 99  | −20 | 1   |   |
| 3     | Parul Parmar   | 2   | 0 | 2 | 0  | 0  | 0  | 1  | 4  | −3 | 67 | 105 | −38 | 0   |   |

| Datum   | Uhrzeit | Starter 1      | Ergebnis | Starter 2      | Satz 1 | Satz 2 | Satz 3 |
| ------- | ------- | -------------- | -------- | -------------- | ------ | ------ | ------ |
| 2. Sep. | 12:20   | Cheng Hefang   | 2–0      | Parul Parmar   | 21–8   | 21–2   |        |
| 2. Sep. | 18:00   | Katrin Seibert | 2–1      | Parul Parmar   | 23–21  | 19–21  | 21–15  |
| 3. Sep. | 20:00   | Cheng Hefang   | 2–0      | Katrin Seibert | 21–5   | 21–11  |        |

### Finale
|  | Halbfinale | Halbfinale         | Halbfinale   | Halbfinale | Halbfinale      |                    |                   | Finale | Finale | Finale | Finale | Finale |
|  |            |                    |              |            |                 |                    |                   |        |        |        |        |        |
|  | A1         | Leani Ratri Oktila | 21           | 21         |                 |                    |                   |        |        |        |        |        |
|  | B1         | Ma Huihui          | 12           | 7          |                 |                    |                   |        |        |        |        |        |
|  | B1         | Ma Huihui          | 12           | 7          | A1              | Leani Ratri Oktila | 19                | 21     | 16     |        |        |        |
|  |            |                    |              |            |                 | Leani Ratri Oktila | 19                | 21     | 16     |        |        |        |
|  |            | D1                 | Cheng Hefang | 21         | 17              | 21                 |                   |        |        |        |        |        |
|  | C1         | D1                 | Cheng Hefang | 21         | 17              | 21                 | Helle Sofie Sagøy | 15     | 10     |        |        |        |
|  | C1         |                    |              |            |                 |                    | Helle Sofie Sagøy | 15     | 10     |        |        |        |
|  | D1         | Cheng Hefang       | 21           | 21         |                 |                    |                   |        |        |        |        |        |
|  | D1         | Cheng Hefang       | 21           | 21         | Spiel um Bronze |                    |                   |        |        |        |        |        |
|  |            |                    |              |            |                 |                    |                   |        |        |        |        |        |
|  | B1         | Ma Huihui          | 21           | 21         |                 |                    |                   |        |        |        |        |        |
|  | C1         | Helle Sofie Sagøy  | 12           | 5          |                 |                    |                   |        |        |        |        |        |

## Resultate Dameneinzel SU5

### Gruppe A
| Platz | Team         | Pld | W | L | MF | MA | MD | GF | GA | GD | PF | PA | PD  | Pts |   |
| ----- | ------------ | --- | - | - | -- | -- | -- | -- | -- | -- | -- | -- | --- | --- | - |
| 1     | Ayako Suzuki | 2   | 2 | 0 | 0  | 0  | 0  | 4  | 0  | +4 | 84 | 31 | +53 | 2   | Q |
| 2     | Palak Kohli  | 2   | 1 | 1 | 0  | 0  | 0  | 2  | 2  | 0  | 53 | 72 | −19 | 1   | Q |
| 3     | Zehra Bağlar | 2   | 0 | 2 | 0  | 0  | 0  | 0  | 4  | −4 | 50 | 84 | −34 | 0   |   |

| Datum   | Uhrzeit | Starter 1    | Ergebnis | Starter 2    | Satz 1 | Satz 2 | Satz 3 |
| ------- | ------- | ------------ | -------- | ------------ | ------ | ------ | ------ |
| 1. Sep. | 20:40   | Ayako Suzuki | 2–0      | Palak Kohli  | 21–7   | 21–4   |        |
| 2. Sep. | 13:40   | Zehra Bağlar | 0–2      | Palak Kohli  | 12–21  | 18–21  |        |
| 3. Sep. | 13:40   | Ayako Suzuki | 2–0      | Zehra Bağlar | 21–12  | 21–8   |        |

### Gruppe B
| Platz | Team               | Pld | W | L | MF | MA | MD | GF | GA | GD | PF  | PA  | PD  | Pts |   |
| ----- | ------------------ | --- | - | - | -- | -- | -- | -- | -- | -- | --- | --- | --- | --- | - |
| 1     | Akiko Sugino (H)   | 2   | 2 | 0 | 0  | 0  | 0  | 4  | 2  | +2 | 119 | 102 | +17 | 2   | Q |
| 2     | Akiko Sugino (H)   | 2   | 2 | 0 | 0  | 0  | 0  | 4  | 2  | +2 | 119 | 102 | +17 | 2   | Q |
| 3     | Cathrine Rosengren | 2   | 0 | 2 | 0  | 0  | 0  | 1  | 4  | −3 | 82  | 100 | −18 | 0   |   |

| Datum   | Uhrzeit | Starter 1          | Ergebnis | Starter 2      | Satz 1 | Satz 2 | Satz 3 |
| ------- | ------- | ------------------ | -------- | -------------- | ------ | ------ | ------ |
| 1. Sep. | 20:40   | Kaede Kameyama     | 1–2      | Akiko Sugino   | 22–20  | 15–21  | 16–21  |
| 2. Sep. | 14:40   | Cathrine Rosengren | 1–2      | Akiko Sugino   | 21–15  | 13–21  | 15–21  |
| 3. Sep. | 14:40   | Cathrine Rosengren | 0–2      | Kaede Kameyama | 20–22  | 13–21  |        |

### Gruppe C
| Platz | Team             | Pld | W | L | MF | MA | MD | GF | GA | GD | PF  | PA  | PD  | Pts |   |
| ----- | ---------------- | --- | - | - | -- | -- | -- | -- | -- | -- | --- | --- | --- | --- | - |
| 1     | Yang Qiuxia      | 3   | 3 | 0 | 0  | 0  | 0  | 6  | 0  | +6 | 126 | 44  | +82 | 3   | Q |
| 2     | Beatriz Monteiro | 3   | 2 | 1 | 0  | 0  | 0  | 4  | 2  | +2 | 103 | 80  | +23 | 2   | Q |
| 3     | Megan Hollander  | 3   | 1 | 2 | 0  | 0  | 0  | 2  | 4  | −2 | 90  | 97  | −7  | 1   |   |
| 4     | Ritah Asiimwe    | 3   | 0 | 3 | 0  | 0  | 0  | 0  | 6  | −6 | 28  | 126 | −98 | 0   |   |

| Datum   | Uhrzeit | Starter 1        | Ergebnis | Starter 2        | Satz 1 | Satz 2 | Satz 3 |
| ------- | ------- | ---------------- | -------- | ---------------- | ------ | ------ | ------ |
| 1. Sep. | 18:40   | Megan Hollander  | 0–2      | Beatriz Monteiro | 12–21  | 19–21  |        |
| 1. Sep. | 18:40   | Yang Qiuxia      | 2–0      | Ritah Asiimwe    | 21–2   | 21–6   |        |
| 2. Sep. | 13:40   | Yang Qiuxia      | 2–0      | Beatriz Monteiro | 21–10  | 21–9   |        |
| 2. Sep. | 14:40   | Megan Hollander  | 2–0      | Ritah Asiimwe    | 21–6   | 21–7   |        |
| 3. Sep. | 13:40   | Yang Qiuxia      | 2–0      | Megan Hollander  | 21–8   | 21–9   |        |
| 3. Sep. | 14:40   | Beatriz Monteiro | 2–0      | Ritah Asiimwe    | 21–2   | 21–5   |        |

### Finale
| Viertelfinale | Viertelfinale    | Viertelfinale | Viertelfinale | Viertelfinale |  |  | Halbfinale | Halbfinale     | Halbfinale | Halbfinale | Halbfinale |                 |                | Finale      | Finale | Finale | Finale | Finale |
|               |                  |               |               |               |  |  |            |                |            |            |            |                 |                |             |        |        |        |        |
|               |                  |               |               |               |  |  |            |                |            |            |            |                 |                |             |        |        |        |        |
|               |                  |               |               |               |  |  | A1         | Ayako Suzuki   | 21         | 21         |            |                 |                |             |        |        |        |        |
| B2            | Kaede Kameyama   | 21            | 21            |               |  |  | B2         | Kaede Kameyama | 2          | 13         |            |                 |                |             |        |        |        |        |
| A2            | Palak Kohli      | 11            | 15            |               |  |  |            |                |            |            |            | A1              | Ayako Suzuki   | 17          | 9      |        |        |        |
| C2            | Beatriz Monteiro | 5             | 12            |               |  |  |            |                |            |            |            |                 | C1             | Yang Qiuxia | 21     | 21     |        |        |
| B1            | Akiko Sugino     | 21            | 21            |               |  |  | B1         | Akiko Sugino   | 11         | 11         |            |                 |                |             |        |        |        |        |
|               |                  |               |               |               |  |  | C1         | Yang Qiuxia    | 21         | 21         |            |                 |                |             |        |        |        |        |
|               |                  |               |               |               |  |  |            |                |            |            |            | Spiel um Bronze |                |             |        |        |        |        |
|               |                  |               |               |               |  |  |            |                |            |            |            | B2              | Kaede Kameyama | 16          | 21     | 13     |        |        |
| B1            | Akiko Sugino     | 21            | 6             | 21            |  |  |            |                |            |            |            |                 |                |             |        |        |        |        |

## Resultate Herrendoppel WH1–WH2

### Gruppe A
| Platz | Team                                           | Pld | W | L | MF | MA | MD | GF | GA | GD | PF | PA | PD  | Pts |   |
| ----- | ---------------------------------------------- | --- | - | - | -- | -- | -- | -- | -- | -- | -- | -- | --- | --- | - |
| 1     | Mai Jianpeng (WH2) Qu Zimao (WH1)              | 2   | 2 | 0 | 0  | 0  | 0  | 4  | 0  | +4 | 84 | 41 | +43 | 2   | Q |
| 2     | Daiki Kajiwara (WH2) Hiroshi Murayama (WH1)    | 2   | 1 | 1 | 0  | 0  | 0  | 2  | 2  | 0  | 65 | 63 | +2  | 1   | Q |
| 3     | Young-Chin Mi (WH1) Thomas Wandschneider (WH1) | 2   | 0 | 2 | 0  | 0  | 0  | 0  | 4  | −4 | 39 | 84 | −45 | 0   |   |

| Datum   | Uhrzeit | Starter 1                       | Ergebnis | Starter 2                          | Satz 1 | Satz 2 | Satz 3 |
| ------- | ------- | ------------------------------- | -------- | ---------------------------------- | ------ | ------ | ------ |
| 2. Sep. | 12:20   | Mai Jianpeng Qu Zimao           | 2–0      | Young-Chin Mi Thomas Wandschneider | 21–10  | 21–8   |        |
| 3. Sep. | 09:00   | Daiki Kajiwara Hiroshi Murayama | 2–0      | Young-Chin Mi Thomas Wandschneider | 21–12  | 21–9   |        |
| 3. Sep. | 15:20   | Mai Jianpeng Qu Zimao           | 2–0      | Daiki Kajiwara Hiroshi Murayama    | 21–13  | 21–10  |        |

### Gruppe B
| Platz | Team                                         | Pld | W | L | MF | MA | MD | GF | GA | GD | PF | PA | PD  | Pts |   |
| ----- | -------------------------------------------- | --- | - | - | -- | -- | -- | -- | -- | -- | -- | -- | --- | --- | - |
| 1     | Kim Jung-jun (WH2) Lee Dong-seop (WH1)       | 2   | 2 | 0 | 0  | 0  | 0  | 4  | 0  | +4 | 84 | 55 | +29 | 2   | Q |
| 2     | Jakarin Homhual (WH1) Dumnern Junthong (WH2) | 2   | 1 | 1 | 0  | 0  | 0  | 2  | 2  | 0  | 73 | 72 | +1  | 1   | Q |
| 3     | Thomas Jakobs (WH2) David Toupé (WH1)        | 2   | 0 | 2 | 0  | 0  | 0  | 0  | 4  | −4 | 54 | 84 | −30 | 0   |   |

| Datum   | Uhrzeit | Starter 1                  | Ergebnis | Starter 2                        | Satz 1 | Satz 2 | Satz 3 |
| ------- | ------- | -------------------------- | -------- | -------------------------------- | ------ | ------ | ------ |
| 2. Sep. | 12:20   | Kim Jung-jun Lee Dong-seop | 2–0      | Jakarin Homhual Dumnern Junthong | 21–19  | 21–12  |        |
| 3. Sep. | 09:00   | Thomas Jakobs David Toupé  | 0–2      | Jakarin Homhual Dumnern Junthong | 11–21  | 19–21  |        |
| 3. Sep. | 14:40   | Kim Jung-jun Lee Dong-seop | 2–0      | Thomas Jakobs David Toupé        | 21–11  | 21–13  |        |

### Finale
|  | Halbfinale | Halbfinale                       | Halbfinale                 | Halbfinale | Halbfinale      |                                  |    | Finale | Finale | Finale | Finale | Finale |
|  |            |                                  |                            |            |                 |                                  |    |        |        |        |        |        |
|  | A1         | Mai Jianpeng Qu Zimao            | 21                         | 21         |                 |                                  |    |        |        |        |        |        |
|  | A2         | Daiki Kajiwara Hiroshi Murayama  | 8                          | 17         |                 |                                  |    |        |        |        |        |        |
|  | A2         | Daiki Kajiwara Hiroshi Murayama  | 8                          | 17         | A1              | Mai Jianpeng Qu Zimao            | 21 | 21     |        |        |        |        |
|  |            |                                  |                            |            |                 | Mai Jianpeng Qu Zimao            | 21 | 21     |        |        |        |        |
|  |            | B1                               | Kim Jung-jun Lee Dong-seop | 10         | 14              |                                  |    |        |        |        |        |        |
|  | B2         | B1                               | Kim Jung-jun Lee Dong-seop | 10         | 14              | Jakarin Homhual Dumnern Junthong | 18 | 13     |        |        |        |        |
|  | B2         |                                  |                            |            |                 |                                  | 18 | 13     |        |        |        |        |
|  | B1         | Kim Jung-jun Lee Dong-seop       | 21                         | 21         |                 |                                  |    |        |        |        |        |        |
|  | B1         | Kim Jung-jun Lee Dong-seop       | 21                         | 21         | Spiel um Bronze |                                  |    |        |        |        |        |        |
|  |            |                                  |                            |            |                 |                                  |    |        |        |        |        |        |
|  | A2         | Daiki Kajiwara Hiroshi Murayama  | 21                         | 21         |                 |                                  |    |        |        |        |        |        |
|  | B2         | Jakarin Homhual Dumnern Junthong | 18                         | 19         |                 |                                  |    |        |        |        |        |        |

## Resultate Damendoppel WH1–WH2

### Gruppe A
| Platz | Team                                          | Pld | W | L | MF | MA | MD | GF | GA | GD | PF | PA | PD  | Pts |   |
| ----- | --------------------------------------------- | --- | - | - | -- | -- | -- | -- | -- | -- | -- | -- | --- | --- | - |
| 1     | Sarina Satomi (WH1) Yuma Yamazaki (WH2)       | 2   | 2 | 0 | 0  | 0  | 0  | 4  | 0  | +4 | 84 | 42 | +42 | 2   | Q |
| 2     | Sujirat Pookkham (WH1) Amnouy Wetwithan (WH2) | 2   | 1 | 1 | 0  | 0  | 0  | 2  | 2  | 0  | 67 | 67 | 0   | 1   | Q |
| 3     | Kang Jung-kum (WH1) Lee Sun-ae (WH2)          | 2   | 0 | 2 | 0  | 0  | 0  | 0  | 4  | −4 | 42 | 84 | −42 | 0   |   |

| Datum   | Uhrzeit | Starter 1                         | Ergebnis | Starter 2                         | Satz 1 | Satz 2 | Satz 3 |
| ------- | ------- | --------------------------------- | -------- | --------------------------------- | ------ | ------ | ------ |
| 2. Sep. | 09:00   | Sarina Satomi Yuma Yamazaki       | 2–0      | Kang Jung-kum Lee Sun-ae          | 21–12  | 21–5   |        |
| 2. Sep. | 16:40   | Sujirat Pookkham Amnouy Wetwithan | 2–0      | Kang Jung-kum Lee Sun-ae          | 21–9   | 21–16  |        |
| 3. Sep. | 13:40   | Sarina Satomi Yuma Yamazaki       | 2–0      | Sujirat Pookkham Amnouy Wetwithan | 21–16  | 21–9   |        |

### Gruppe B
| Platz | Team                                         | Pld | W | L | MF | MA | MD | GF | GA | GD | PF | PA | PD  | Pts |   |
| ----- | -------------------------------------------- | --- | - | - | -- | -- | -- | -- | -- | -- | -- | -- | --- | --- | - |
| 1     | Liu Yutong (WH2) Yin Menglu (WH1)            | 2   | 2 | 0 | 0  | 0  | 0  | 4  | 0  | +4 | 84 | 24 | +60 | 2   | Q |
| 2     | Cynthia Mathez (WH1) Karin Suter-Erath (WH1) | 2   | 1 | 1 | 0  | 0  | 0  | 2  | 2  | 0  | 55 | 64 | −9  | 1   | Q |
| 3     | Valeska Knoblauch (WH1) Elke Rongen (WH1)    | 2   | 0 | 2 | 0  | 0  | 0  | 0  | 4  | −4 | 33 | 84 | −51 | 0   |   |

| Datum   | Uhrzeit | Starter 1                        | Ergebnis | Starter 2                        | Satz 1 | Satz 2 | Satz 3 |
| ------- | ------- | -------------------------------- | -------- | -------------------------------- | ------ | ------ | ------ |
| 2. Sep. | 09:00   | Liu Yutong Yin Menglu            | 2–0      | Valeska Knoblauch Elke Rongen    | 21–3   | 21–8   |        |
| 2. Sep. | 16:40   | Cynthia Mathez Karin Suter-Erath | 2–0      | Valeska Knoblauch Elke Rongen    | 21–11  | 21–11  |        |
| 3. Sep. | 13:40   | Liu Yutong Yin Menglu            | 2–0      | Cynthia Mathez Karin Suter-Erath | 21–4   | 21–9   |        |

### Finale
|  | Halbfinale | Halbfinale                        | Halbfinale            | Halbfinale | Halbfinale      |                             |                                  | Finale | Finale | Finale | Finale | Finale |
|  |            |                                   |                       |            |                 |                             |                                  |        |        |        |        |        |
|  | A1         | Sarina Satomi Yuma Yamazaki       | 21                    | 21         |                 |                             |                                  |        |        |        |        |        |
|  | A2         | Sujirat Pookkham Amnouy Wetwithan | 17                    | 16         |                 |                             |                                  |        |        |        |        |        |
|  | A2         | Sujirat Pookkham Amnouy Wetwithan | 17                    | 16         | A1              | Sarina Satomi Yuma Yamazaki | 16                               | 21     | 21     |        |        |        |
|  |            |                                   |                       |            |                 | Sarina Satomi Yuma Yamazaki | 16                               | 21     | 21     |        |        |        |
|  |            | B1                                | Liu Yutong Yin Menglu | 21         | 16              | 13                          |                                  |        |        |        |        |        |
|  | B2         | B1                                | Liu Yutong Yin Menglu | 21         | 16              | 13                          | Cynthia Mathez Karin Suter-Erath | 10     | 13     |        |        |        |
|  | B2         |                                   |                       |            |                 |                             | Cynthia Mathez Karin Suter-Erath | 10     | 13     |        |        |        |
|  | B1         | Liu Yutong Yin Menglu             | 21                    | 21         |                 |                             |                                  |        |        |        |        |        |
|  | B1         | Liu Yutong Yin Menglu             | 21                    | 21         | Spiel um Bronze |                             |                                  |        |        |        |        |        |
|  |            |                                   |                       |            |                 |                             |                                  |        |        |        |        |        |
|  | A2         | Sujirat Pookkham Amnouy Wetwithan | 21                    | 21         |                 |                             |                                  |        |        |        |        |        |
|  | B2         | Cynthia Mathez Karin Suter-Erath  | 17                    | 12         |                 |                             |                                  |        |        |        |        |        |

## Resultate Damendoppel SL3–SU5

### Gruppe A
| Platz | Team                                              | Pld | W | L | MF | MA | MD | GF | GA | GD | PF | PA | PD  | Pts |   |
| ----- | ------------------------------------------------- | --- | - | - | -- | -- | -- | -- | -- | -- | -- | -- | --- | --- | - |
| 1     | Leani Ratri Oktila (SL4) Khalimatus Sadiyah (SL4) | 2   | 2 | 0 | 0  | 0  | 0  | 4  | 0  | +4 | 84 | 34 | +50 | 2   | Q |
| 2     | Noriko Ito (SL3) Ayako Suzuki (SU5)               | 2   | 1 | 1 | 0  | 0  | 0  | 2  | 2  | 0  | 54 | 70 | −16 | 1   | Q |
| 3     | Nipada Saensupa (SL4) Chanida Srinavakul (SL4)    | 2   | 0 | 2 | 0  | 0  | 0  | 0  | 4  | −4 | 50 | 84 | −34 | 0   |   |

| Datum   | Uhrzeit | Starter 1                             | Ergebnis | Starter 2                          | Satz 1 | Satz 2 | Satz 3 |
| ------- | ------- | ------------------------------------- | -------- | ---------------------------------- | ------ | ------ | ------ |
| 2. Sep. | 09:00   | Leani Ratri Oktila Khalimatus Sadiyah | 2–0      | Nipada Saensupa Chanida Srinavakul | 21–9   | 21–13  |        |
| 3. Sep. | 09:00   | Noriko Ito Ayako Suzuki               | 2–0      | Nipada Saensupa Chanida Srinavakul | 21–11  | 21–17  |        |
| 3. Sep. | 16:00   | Leani Ratri Oktila Khalimatus Sadiyah | 2–0      | Noriko Ito Ayako Suzuki            | 21–4   | 21–8   |        |

### Gruppe B
| Platz | Team                                   | Pld | W | L | MF | MA | MD | GF | GA | GD | PF | PA | PD  | Pts |   |
| ----- | -------------------------------------- | --- | - | - | -- | -- | -- | -- | -- | -- | -- | -- | --- | --- | - |
| 1     | Cheng Hefang (SL4) Ma Huihui (SL4)     | 2   | 2 | 0 | 0  | 0  | 0  | 4  | 0  | +4 | 84 | 31 | +53 | 2   | Q |
| 2     | Lénaïg Morin (SL4) Faustine Noël (SL4) | 2   | 1 | 1 | 0  | 0  | 0  | 2  | 2  | 0  | 62 | 74 | −12 | 1   | Q |
| 3     | Palak Kohli (SU5) Parul Parmar (SL3)   | 2   | 0 | 2 | 0  | 0  | 0  | 0  | 4  | −4 | 44 | 85 | −41 | 0   |   |

| Datum   | Uhrzeit | Starter 1                  | Ergebnis | Starter 2                  | Satz 1 | Satz 2 | Satz 3 |
| ------- | ------- | -------------------------- | -------- | -------------------------- | ------ | ------ | ------ |
| 2. Sep. | 09:00   | Cheng Hefang Ma Huihui     | 2–0      | Palak Kohli Parul Parmar   | 21–7   | 21–5   |        |
| 3. Sep. | 09:00   | Lénaïg Morin Faustine Noël | 2–0      | Palak Kohli Parul Parmar   | 21–12  | 22–20  |        |
| 3. Sep. | 16:00   | Cheng Hefang Ma Huihui     | 2–0      | Lénaïg Morin Faustine Noël | 21–9   | 21–10  |        |

### Finale
|  | Halbfinale | Halbfinale                            | Halbfinale             | Halbfinale | Halbfinale      |                                       |    | Finale | Finale | Finale | Finale | Finale |
|  |            |                                       |                        |            |                 |                                       |    |        |        |        |        |        |
|  | A1         | Leani Ratri Oktila Khalimatus Sadiyah | 21                     | 21         |                 |                                       |    |        |        |        |        |        |
|  | B2         | Lénaïg Morin Faustine Noël            | 9                      | 15         |                 |                                       |    |        |        |        |        |        |
|  | B2         | Lénaïg Morin Faustine Noël            | 9                      | 15         | A1              | Leani Ratri Oktila Khalimatus Sadiyah | 21 | 21     |        |        |        |        |
|  |            |                                       |                        |            |                 | Leani Ratri Oktila Khalimatus Sadiyah | 21 | 21     |        |        |        |        |
|  |            | B1                                    | Cheng Hefang Ma Huihui | 18         | 12              |                                       |    |        |        |        |        |        |
|  | A2         | B1                                    | Cheng Hefang Ma Huihui | 18         | 12              | Noriko Ito Ayako Suzuki               | 6  | 12     |        |        |        |        |
|  | A2         |                                       |                        |            |                 |                                       | 6  | 12     |        |        |        |        |
|  | B1         | Cheng Hefang Ma Huihui                | 21                     | 21         |                 |                                       |    |        |        |        |        |        |
|  | B1         | Cheng Hefang Ma Huihui                | 21                     | 21         | Spiel um Bronze |                                       |    |        |        |        |        |        |
|  |            |                                       |                        |            |                 |                                       |    |        |        |        |        |        |
|  | B2         | Lénaïg Morin Faustine Noël            | 16                     | 18         |                 |                                       |    |        |        |        |        |        |
|  | A2         | Noriko Ito Ayako Suzuki               | 21                     | 21         |                 |                                       |    |        |        |        |        |        |

## Resultate Herrendoppel Mixed SL3–SU5

### Gruppe A
| Platz | Team                                        | Pld | W | L | MF | MA | MD | GF | GA | GD | PF | PA | PD  | Pts |   |
| ----- | ------------------------------------------- | --- | - | - | -- | -- | -- | -- | -- | -- | -- | -- | --- | --- | - |
| 1     | Hary Susanto (SL4) Leani Ratri Oktila (SL4) | 2   | 2 | 0 | 0  | 0  | 0  | 4  | 0  | +4 | 84 | 47 | +37 | 2   | Q |
| 2     | Daisuke Fujihara (SL3) Akiko Sugino (SU5)   | 2   | 1 | 1 | 0  | 0  | 0  | 2  | 2  | 0  | 69 | 76 | −7  | 1   | Q |
| 3     | Jan-Niklas Pott (SL4) Katrin Seibert (SL4)  | 2   | 0 | 2 | 0  | 0  | 0  | 0  | 4  | −4 | 58 | 88 | −30 | 0   |   |

| Datum   | Uhrzeit | Starter 1                       | Ergebnis | Starter 2                      | Satz 1 | Satz 2 | Satz 3 |
| ------- | ------- | ------------------------------- | -------- | ------------------------------ | ------ | ------ | ------ |
| 1. Sep. | 18:00   | Hary Susanto Leani Ratri Oktila | 2–0      | Daisuke Fujihara Akiko Sugino  | 21–12  | 21–11  |        |
| 2. Sep. | 20:00   | Hary Susanto Leani Ratri Oktila | 2–0      | Jan-Niklas Pott Katrin Seibert | 21–7   | 21–17  |        |
| 3. Sep. | 11:40   | Jan-Niklas Pott Katrin Seibert  | 0–2      | Daisuke Fujihara Akiko Sugino  | 23–25  | 11–21  |        |

### Gruppe B
| Platz | Team                                           | Pld | W | L | MF | MA | MD | GF | GA | GD | PF | PA | PD  | Pts |   |
| ----- | ---------------------------------------------- | --- | - | - | -- | -- | -- | -- | -- | -- | -- | -- | --- | --- | - |
| 1     | Lucas Mazur (SL4) Faustine Noël (SL4)          | 2   | 2 | 0 | 0  | 0  | 0  | 4  | 1  | +3 | 99 | 85 | +14 | 2   | Q |
| 2     | Pramod Bhagat (SL3) Palak Kohli (SU5)          | 2   | 1 | 1 | 0  | 0  | 0  | 3  | 2  | +1 | 91 | 91 | 0   | 1   | Q |
| 3     | Siripong Teamarrom (SL4) Nipada Saensupa (SL4) | 2   | 0 | 2 | 0  | 0  | 0  | 0  | 4  | −4 | 70 | 84 | −14 | 0   |   |

| Datum   | Uhrzeit | Starter 1                          | Ergebnis | Starter 2                          | Satz 1 | Satz 2 | Satz 3 |
| ------- | ------- | ---------------------------------- | -------- | ---------------------------------- | ------ | ------ | ------ |
| 1. Sep. | 18:00   | Lucas Mazur Faustine Noël          | 2–1      | Pramod Bhagat Palak Kohli          | 21–9   | 15–21  | 21–19  |
| 2. Sep. | 20:00   | Lucas Mazur Faustine Noël          | 2–0      | Siripong Teamarrom Nipada Saensupa | 21–18  | 21–18  |        |
| 3. Sep. | 11:40   | Siripong Teamarrom Nipada Saensupa | 0–2      | Pramod Bhagat Palak Kohli          | 15–21  | 19–21  |        |

### Finale
|  | Halbfinale | Halbfinale                      | Halbfinale                | Halbfinale | Halbfinale      |                                 |    | Finale | Finale | Finale | Finale | Finale |
|  |            |                                 |                           |            |                 |                                 |    |        |        |        |        |        |
|  | A1         | Hary Susanto Leani Ratri Oktila | 21                        | 21         |                 |                                 |    |        |        |        |        |        |
|  | B2         | Pramod Bhagat Palak Kohli       | 3                         | 15         |                 |                                 |    |        |        |        |        |        |
|  | B2         | Pramod Bhagat Palak Kohli       | 3                         | 15         | A1              | Hary Susanto Leani Ratri Oktila | 23 | 21     |        |        |        |        |
|  |            |                                 |                           |            |                 | Hary Susanto Leani Ratri Oktila | 23 | 21     |        |        |        |        |
|  |            | B1                              | Lucas Mazur Faustine Noël | 21         | 17              |                                 |    |        |        |        |        |        |
|  | A2         | B1                              | Lucas Mazur Faustine Noël | 21         | 17              | Daisuke Fujihara Akiko Sugino   | 10 | 11     |        |        |        |        |
|  | A2         |                                 |                           |            |                 |                                 | 10 | 11     |        |        |        |        |
|  | B1         | Lucas Mazur Faustine Noël       | 21                        | 21         |                 |                                 |    |        |        |        |        |        |
|  | B1         | Lucas Mazur Faustine Noël       | 21                        | 21         | Spiel um Bronze |                                 |    |        |        |        |        |        |
|  |            |                                 |                           |            |                 |                                 |    |        |        |        |        |        |
|  | B2         | Pramod Bhagat Palak Kohli       | 21                        | 19         |                 |                                 |    |        |        |        |        |        |
|  | A2         | Daisuke Fujihara Akiko Sugino   | 23                        | 21         |                 |                                 |    |        |        |        |        |        |